# Camponotus abunanus
Camponotus abunanus é uma espécie de inseto do gênero Camponotus, pertencente à família Formicidae.